# Bert Van der Auwera
Bert Irène Jules Van der Auwera (Aarschot, 19 juni 1968) is een Belgisch ondernemer en liberaal politicus voor Open Vld.

## Levensloop
Van der Auwera groeide op in Aarschot, alwaar hij school liep aan het Sint-Jozefcollege. Vervolgens studeerde hij voor industrieel ingenieur elektromechanica aan Groep T te Leuven. Hij werkte lange tijd voor een hoogtechnologisch bedrijf dat sorteermachines bouwde voor de recyclage- en voedingsindustrie. Met deze onderneming won hij tweemaal (2005 en 2011) de 'Leeuw van de Export'. Omstreeks 2013 maakte hij een carrièreswitch en richtte een bistro op.
Hij werd politiek actief in de aanloop naar de gemeenteraadsverkiezingen van 2018. Hij werd verkozen tot gemeenteraadslid te Aarschot en aansluitend aangesteld tot eerste schepen. In deze hoedanigheid was hij bevoegd voor bevoegd voor Economie, Patrimonium, Investeringen, Ruimtelijke Ordening, Stadsvernieuwing, Wonen, Kerkfabrieken, Leefmilieu, Energie en Klimaat.
In december 2023 werd hij aangesteld als dienstdoend burgemeester ter vervanging van Gwendolyn Rutten die Vlaams minister van Binnenlands Bestuur, Bestuurszaken, Inburgering en Gelijke Kansen werd in de regering-Jambon (in opvolging van Bart Somers). Kort nadat Rutten in augustus 2024 aankondigde haar burgemeesterschap opnieuw te zullen opnemen, liet Van der Auwera weten dat hij op het einde van de legislatuur de gemeentepolitiek zal verlaten.
Hij is gehuwd en heeft twee zonen.